# Bogdan Stelea
Bogdan Stelea, född 5 december 1967 i Bukarest, är en rumänsk före detta professionell fotbollsmålvakt. Mellan 1988 och 2005 spelade Stelea 91 landskamper för Rumänien. Han debuterade i landslaget 1988 i en match mot Israel.

## Meriter
- Fotbolls-VM 1994, 1998
- Fotbolls-EM 1996, 2000
- 91 A-landskamper